# El Columpio Asesino
El Columpio Asesino es una banda de música de Pamplona (Navarra) formada en 1999. Tiene un estilo difícilmente clasificable, que va desde el rock al punk, pero siempre muy personal, mezclando la electrónica y los sintetizadores. Las voces suelen ser otro instrumento más con el que juegan y experimentan de un modo diferente al acostumbrado. Las letras pueden ser sencillas y repetitivas o bien crípticas y narrativas, pero siempre cargadas de crudeza, caracterizándose en su temática, al igual que en lo musical, por su eclecticismo. Una de sus canciones más conocidas es «Toro» que en 2023 sobrepasó las 7.500.000 reproducciones en YouTube.

## Historia
El grupo nace en 1996 integrado por un grupo de jóvenes de la escena local de Pamplona y se asienta con los hermanos Arizaleta (Albaro y Raúl), Unai Medina y Xabier “Txibe” Ibero. Sus influencias provenían de grupos como Pixies, Sonic Youth o The Clash.

"Nunca nos hemos considerado un grupo punk, pero si quieres te puedo decir cómo nos define nuestra madre: "unos pilinguis que tocan en un conjunto". Es la mejor definición que nos han dedicado jamás".
Albaro Arizaleta (IndyRock) 

En diciembre de 1999 graban una maqueta donde dejan claro el estilo inclasificable y ecléctico de su música. Un año más tarde ganan el concurso Euskadi Gaztea 2000 auspiciado por la Radio Televisión Pública Vasca EITB.

"Muchos jóvenes no han crecido con la cultura de sala y quizás han conocido la música en directo a través de los festivales. Sea una pena o no, esa es su realidad. En Pamplona, a los dieciséis años, teníamos bares para la gente de nuestra edad —en los que jugabas al billar, fumabas, pillabas unos porritos y, más adelante, tus primeras rayitas—, que coexistían con las salas. Creo que ahora no existen esos espacios y que la gente, como decía, ha empezado a ir a conciertos a través de los festivales, sin aquella experiencia previa. Por eso le cuesta ir a una sala, porque tampoco concibe que la entrada de un bolo valga veinte pavos y la diaria de un festival en la que tocan muchos grupos, treinta o cincuenta euros. Es complicado… Por una parte, veinte euros no es una barbaridad. Por otra, muchos asistentes a un festival no van a ver una actuación, sino a una experiencia, como dicen ahora".
Albaro Arizaleta (Diario Público, 21 de septiembre de 2023) 

En 2001 quedan en quinta posición en el concurso musical Villa de Bilbao. También ganan el Proyecto Demo 2001 organizado por Radio 3 y el Festival Internacional de Benicàssim que les permite grabar su tercera maqueta en los estudios de Radio Nacional de España, actuar en el FIB de ese año y grabar una sesión para Los Conciertos de Radio 3 emitido en La 2 de Televisión Española el día 8 de junio de ese año.

"Los concursos han sido importantes para darnos a conocer en toda la Península, pero tampoco te resuelven la vida. Al final, como todo, la cuestión se reduce a trabajo, trabajo, trabajo y una fina capita de suerte".
Albaro Arizaleta (IndyRock) 

En junio de 2002 ganan el concurso del Lagarto Festival en Jaén y, posteriormente, el concurso organizado por Sol Música y Terra en colaboración con la discográfica Astro Discos. El premio es la grabación y publicación del álbum debut del grupo, titulado de forma homónima.Grabado en San Sebastián entre septiembre de 2002 y marzo de 2003 fue presentado en la edición anual del Festival Internacional de Benicasim. A partir de ese momento empiezan a llover distinciones. Son elegidos Nuevo Talento Fnac y la Obra Social Caja Madrid los escoge para su programación musical en centros penitenciarios de Madrid actuando en directo en seis cárceles.

"Nuestros conciertos son más efectivos y más próximos en las salas pequeñas que en los festivales. Nos gusta el ambiente oscuro, humeante y vicioso de las salas pequeñas. La electricidad, el sudor, los espasmos, la carne y volumen puede hacer que todos perdamos los papeles. Y pasa lo que pasa"
Albaro Arizaleta (IndyRock) 

En 2006 se distribuye su segundo trabajo: De mi sangre a tus cuchillas, donde hacen gala una vez más de su inefable estilo musical. En el disco colabora Olatz Alberdi, de Las Perras del Infierno, poniendo voz femenina en la canción «Lucas 44-48». El nombre de este disco resulta de la dedicatoria al grupo que Alejandro Jodorowsky le hizo a Albaro en uno de sus libros en una firma de ejemplares en Madrid. En el verano de ese mismo año vuelven a actuar en el Festival Internacional de Benicàssim, actuación que se incluye en su gira que les lleva a México tras pasar por varios puntos de España.

"Venimos de familias humildes y recurrimos al hazlo tú mismo, o sea, siempre tuvimos los pies en el suelo y lo hemos hecho todo nosotros. Me parece bien que algunas bandas se vayan a Madrid, porque allí se cuece todo y puedes conocer a gente que te puede ayudar a triunfar. Luego estamos los que nos quedamos, como Triángulo de Amor Bizarro y otros grupos, conscientes de que es mucho más difícil tener éxito desde la periferia mediática. En cambio, te da la posibilidad de vivir con menos dinero para poder dedicarte a la música, porque a lo mejor en Madrid no te da".
Albaro Arizaleta (Diario Público, 21 de septiembre de 2023) 

Durante el año 2008 publican el tercer largo, titulado La gallina (Astro-Pias Spain), con el que giraron hasta 2010 por España, China, Filipinas, México y El Salvador.

"Un periodista mexicano nos preguntó: "¿Cuántas veces os habéis arrepentido de haberos llamado El Columpio Asesino?". ¡Hostia, qué cabrón! En realidad, es un atentado al buen gusto deliberado, aunque durante años mis padres y mis tíos no han dejado de preguntarme el porqué [risas]. En general, tener que explicar continuamente el motivo resulta cansino".
Albaro Arizaleta (Diario Público, 21 de septiembre de 2023) 

En 2011 publican su cuarto álbum de estudio, Diamantes, que obtuvo muy buena repercusión tanto de público como de crítica, incluido el nombramiento del mejor disco nacional del año según la revista Mondosonoro. En 2012 realizaron una amplia gira de presentación del disco.

"Nunca olvidaré el subidón de los Premios de la Música Independiente (MIN) de 2012. Al principio no queríamos ir a la gala, porque somos un poco de pueblo y nos dan pereza los saraos. Sin embargo, los organizadores insistieron en que debíamos asistir. Nos dieron cinco premios, entre ellos al mejor disco (Diamantes), a la mejor canción («Toro») y al mejor directo. Durante estos años, hemos conseguido muchísimo más de lo que nos podíamos imaginar, por lo que me siento muy satisfecha por el reconocimiento. No nos ha faltado nada, porque todo ha sido muy guay".
Cristina Martínez (Diario Público, 21 de septiembre de 2023) 

Ballenas muertas en San Sebastián, su quinto álbum de estudio, se publica por el sello Mushroom Pillow en 2014.
Su sexto y último álbum de estudio, Ataque Celeste, es publicado por la discográfica Oso Polita Records en 2019 viéndose muy condicionado por la Pandemia de COVID-19 que impidió su presentación en conciertos. En febrero de 2023, tras más de 20 años encima de los escenarios, el grupo anunció su disolución y una última gira de conciertos llamada "Amarga baja".

"Llevábamos mucho tiempo alternando grabaciones y giras sin parar. Los discos siempre nos han resultado difíciles por la exigencia que nos imponemos. Quieres sacar pecho y sentirte orgullosa, aunque eso desgasta un montón. Después de Ballenas muertas en San Sebastián, hicimos un parón y luego nos enfrentamos a Ataque celeste (Oso Polita Records), cuya composición nos ocupó tres años. Estábamos muy fuertes y preparados para salir de gira, pero vino la pandemia y nos frenó, además de hacernos mucho daño a todos los niveles. Llegó un momento en el que se planteó la decisión de disolvernos y de hacer una gira para despedirnos del público".
Cristina Martínez (Diario Público, 21 de septiembre de 2023) 

## Miembros

### Actuales
- Albaro Arizaleta (voz y batería)
- Raúl Arizaleta (guitarra)
- Iñigo "Sable" Sola (trompeta, percusiones y sintetizadores)
- Cristina Martínez (guitarra y voz)
- Jaime Nieto (Sintetizadores y teclados)

### Anteriores
- Daniel Ulecia (bajo) (fallecido)
- Unai Medina (guitarra y sintetizadores)
- David Orduña (trompeta)
- Birjinia Ekisoain (coros)
- Asier, Mikel e Iñigo (txalaparta)
- Miguel "Goldfinger" Abril (sampler)
- Jon Ulecia (teclados)
- Xabier "Txibe" Ibero (bajo)
- Markos Tantos (guitarra)
- Roberto Urzaiz (bajo)

## Discografía

### Álbumes
| Fecha de lanzamiento | Título                            | Discográfica            |
| -------------------- | --------------------------------- | ----------------------- |
| 2003                 | El columpio asesino               | Astro Discos            |
| 2006                 | De mi sangre a tus cuchillas      | Astro Discos            |
| 2008                 | La gallina                        | Astro Discos-Pias Spain |
| 2011                 | Diamantes                         | Mushroom Pillow         |
| 2014                 | Ballenas muertas en San Sebastián | Mushroom Pillow         |
| 2020                 | Ataque celeste                    | Oso Polita Records      |

### EP
- Lucas 44-48 (2005)

- Dispararé (2009)

- Mondo Sonoro (2012)

### Sencillos
- «¡Ahah...!» (2004)
- «Lucas 44-48» (2004)
- «Toro» (2011)
- «Huir» (2019)
- «Preparada» (2019)
- «Sirenas de mediodía» (2020)
- «Que no» (2021)
- «La niña chica» (2022)